# Гуйпін
Гуйпін (кит. спр. 桂平市, піньїнь: Guìpíng Shì) — місто-повіт в Гуансі-Чжуанському автономному районі, складова міста Гуйган.

## Географія
Гуйпін розташовується у центрі префектури на схід від Юньнань-Гуйчжоуського плато, лежить на річці Сіцзян.

### Клімат
Місто знаходиться у зоні, котра характеризується вологим субтропічним кліматом. Найтепліший місяць — липень із середньою температурою 28.9 °C (84 °F). Найхолодніший місяць — січень, із середньою температурою 11.7 °С (53 °F).
| Клімат Гуйпіна          | Клімат Гуйпіна | Клімат Гуйпіна | Клімат Гуйпіна | Клімат Гуйпіна | Клімат Гуйпіна | Клімат Гуйпіна | Клімат Гуйпіна | Клімат Гуйпіна | Клімат Гуйпіна | Клімат Гуйпіна | Клімат Гуйпіна | Клімат Гуйпіна | Клімат Гуйпіна |
| Показник                | Січ.           | Лют.           | Бер.           | Квіт.          | Трав.          | Черв.          | Лип.           | Серп.          | Вер.           | Жовт.          | Лист.          | Груд.          | Рік            |
| Середній максимум, °C   | 16             | 16             | 20             | 24             | 29             | 31             | 33             | 32             | 31             | 28             | 23             | 19             | 25             |
| Середня температура, °C | 12             | 13             | 17             | 21             | 25             | 27             | 29             | 28             | 27             | 23             | 19             | 14             | 21             |
| Середній мінімум, °C    | 9              | 10             | 14             | 18             | 22             | 24             | 25             | 25             | 23             | 20             | 15             | 11             | 18             |
| Норма опадів, мм        | 54             | 79             | 109            | 190            | 292            | 262            | 211            | 213            | 104            | 86             | 63             | 43             | 1705           |
| ----------------------- | -------------- | -------------- | -------------- | -------------- | -------------- | -------------- | -------------- | -------------- | -------------- | -------------- | -------------- | -------------- | -------------- |
| Джерело: Weatherbase    |                |                |                |                |                |                |                |                |                |                |                |                |                |